# André Samitier
 (février 2020).
Si vous disposez d'ouvrages ou d'articles de référence ou si vous connaissez des sites web de qualité traitant du thème abordé ici, merci de compléter l'article en donnant les références utiles à sa vérifiabilité et en les liant à la section « Notes et références ».
André Samitier, né le 1er novembre 1935 à Roubia (Aude) et mort le 10 septembre 2004 à Versailles (Yvelines), est un homme politique français.

## Biographie
Il est le fils de Lucien Samitier (né en 1901), vigneron indépendant à Roubia, radical socialiste et laïc. Ce dernier mena les révoltes des ouvriers agricoles dans les années 1930 et contribua à la création de la coopérative viticole Le Buga à Roubia. Il instaura "La Mutualité agricole" qui permit aux plus démunis d'accéder à une couverture santé. André Samitier a donc grandi dans un monde profondément laïc et républicain, adoptant ses valeurs et les appliquant par la suite[réf. nécessaire]. Il est élu député le 16 juin 2002, pour la XIIe législature (2002-2007), dans la huitième circonscription des Yvelines comme suppléant de Pierre Bédier, nommé membre du gouvernement.
Il est apparenté au groupe UMP.
Il est Instituteur à Gargenville de 1959 à 1970 avant d'être élu maire de cette commune de 1971 jusqu'à sa mort.
Son assistante parlementaire, Nicole Delpeuch, lui succède fin 2004.
Fervent rugbyman, ailier, fils d'ailier du midi, André Samitier s'occupe de ce sport dans les Yvelines alors qu'il est instituteur en créant des clubs. Un stade de rugby au nom d'André Samitier est inauguré à Gargenville dix ans après sa mort ainsi qu'une rue à son nom. 
Il a été père de trois enfants, dont l'acteur et humoriste Thierry Samitier.

## Mandats
- Conseiller municipal et maire :
  - 14/03/1971 - 12/03/1977 : maire de Gargenville (Yvelines)
  - 13/03/1977 - 12/03/1983 : maire de Gargenville (Yvelines)
  - 14/03/1983 - 12/03/1989 : maire de Gargenville (Yvelines)
  - 19/03/1989 - 18/06/1995 : maire de Gargenville (Yvelines)
  - 26/06/1995 - 18/03/2001 : maire de Gargenville (Yvelines)
  - 18/03/2001 - 11/09/2004 : maire de Gargenville (Yvelines)
- Conseiller général :
  - 18/03/1979 - 17/03/1985 : membre du conseil général des Yvelines
  - 18/03/1985 - 29/03/1992 : membre du conseil général des Yvelines
  - 30/03/1992 - 22/03/1998 : membre du conseil général des Yvelines
  - 23/03/1998 - 15/08/2002 : membre du conseil général des Yvelines (démissionne pour être en conformité avec la loi limitant le cumul des mandats électifs)
- Député :
  - 19/07/2002 - 11/09/2004 : député de la 8e circonscription des Yvelines